# Molpadia
Na mitologia grega, Molpadia foi uma amazona que acredita-se ter lutado para Antíope e Oritia (amazonas). Ela era participante na Guerra Ática, onde testemunhou a rainha Antíope suportar pesadas injúrias. Antíope foi tão severamente machucada que nem pôde se defender de Teseu e seus soldados. Sabendo disso, Molpadia matou a rainha com uma flecha salvando-a da profanação pelo rei ateniense. O nome significa "Marcha Fúnebre". 
Tal como as outras amazonas deve ter sido batizada com o nome de uma deusa, possivelmente a uma divindade psicopompo. Um outro nome possível é "Hemithea", "meia deusa".
Na época de Pausânias (geógrafo), havia em Atenas monumentos de Molpadia e de Antíope. Naquela época, os atenienses diziam que Molpadia havia flechado Antíope, e que Teseu havia matado Molpadia.